# SPG Emmen
SPG Emmen staat voor "Stichting Paardrijden Gehandicapten Emmen".
De stichting is opgericht op 29 november 1985 in Emmen en heeft als doel het paardrijden voor mensen met een beperking mogelijk te maken in de regio Emmen. Dit geldt zo mogelijk voor alle beperkingen zoals verstandelijk, psychisch, lichamelijk en zintuiglijk. Sinds de oprichting van de stichting worden de lessen gehouden in de manege De Eekwal. De stichting is aangesloten bij de Federatie Paardrijden Gehandicapten (FPG).
In het bijzijn van de burgemeester van Emmen, Cees Bijl, werd het 25-jarige jubileum gevierd.